# Samuel Skunk
Samuel Skunk, född i Uppsala, död 20 april 1707, var en svensk tecknare. 
Han var son till professorn Samuel Skunck och Margareta Lithman samt bror till professorn Karl Skunck. Skunk skrevs in vid Uppsala universitet 1695 och blev stipendiat i mekaniken vid Bergskollegium 1699 för att 1700 utnämnas till auscalant och ritare i Bergscollegio. Som tecknare medverkade han i framställandet med botaniska teckningar i Rudbecks botaniska praktverk Campus Elysii 1700–1701.